# جون موريسون (مصارع)
جون هينيغن (بالإنجليزية: John Morrison)‏ هو مصارع أمريكي محترف، حاز على حزام أي سي دبليو وحزام بطولة الفرق الثنائية مع المصارع ذا ميز وعلى بطولة القارات 3 مرات وحائز أيضا على جائزة سلامي لأفضل فريق في 2008.
لاسم: جون موريسون "John Morrison".«.الألقاب التي حصل عليها: بطل» إنتركونتيننتال"، "بطل ECW«، بطل اتحاد WWE للفرق المتحدة.تاريخ انضمامه لاتحاد WWE: في إبريل/نيسان 2005.كان يعرف سابقا باسم» جوني نيترو«لكنه ما لبث أن سمى نفسه رسميا باسم» جون موريسون«، بعد أن حصل على بطولة»ECW«عام 2007، وجاء ذلك التحول بعد أن اكتشف» موريسون«أن الفوز بلقب» إكستريم«يمثل له ذروة شهرته، مما سمح له باتخاذ تلك النقطة لتكون دافعا له.وبعد ذلك بفترة قصيرة، جاءه نجاح غير متوقع بعد أن اشترك مع المصارع» ذا ميز«وكونا معا فريقا أثري الكثير في حياتهما المهنية في اتحاد مصارعة»WWE«، وكان لديه سبب وجيه لشعوره بالثقة، خاصة وأنه لم يكن بعيدا عن تحقيق أهدافه منذ انضمامه لاتحاد»WWE«، مما منحه حياة جديدة.وبجانب صديقه» ميز«استطاع فريقهما الحصول على بطولة الفرق المتحدة في عرض» سماك داون«، ليتمكنا معا من خلق النجاح لفريقهما، كما ساعدهما ذلك في الحصول على جائزة»Slammy Award«.وفي عام 2009، ترأس» موريسون«مشروعا لزيادة نجاحه بتقديم أداء جيد على ****» سماك داون«مما أثر على مستواه كثيرا عن أي وقت مضى، وفي مباريات كان لها أكبر تأثير على مسيرته، حيث استطاع الحصول على لقب بطل» القارات«أو ما يطلق عليها» إنتركونتيننتال.

## الراو 2010/2011
- أنتقل موريسون إلى عرض الراو بصحبة ار تروث وايدج في انتقالات العروض عام 2010، وكون عداوة مع المحارب السلتي شايمس بدأت العداوة في اواخر عام 2010 ولعبوا تقريبا 5 مباريات في عروض مختلفة إنتهت أكثرها بفوز موريسون، في عرض الطاولات والسلالم والكراسي لعبوا مباراة والفائز سيكون منافس ذا ميز على لقب الدبليو دبليو أي، انتهت المباراة بفوز موريسون بشق الانفس ولكنها كانت مباراة حماسية وقوية اصيب فيها جون موريسون في قدمه واستمرت هذه الإصابة إلى ما يقارب الاسبوعين. ولكن في بطولة ملك الحلبة لعبوا في النهائي ولكن في هذه المرة فاز شايمس وأصبح ملك الحلبة للمرة الأولى في تاريخه، في الاسبوع الماضي في مراسم احتفال شايمس دخل موريسون وبدأ شايمس بالاستهزاء بموريسون ومن ثم قام بمهاجمته، غضب جون موريسون كثيرا وقام بضرب شايمس ضربا مبرحا حتى اخرجه من الحلبة ودقت أغاني جون موريسون.
- في أحد عروض الراو دخل موريسون إلى غرفة الـ ميز ورايلي وبدأ الاثنان بالتحدث وحددت مباراة بين موريسون واليكس رايلي وإذا فاز موريسون يحدد نوع المباراة التي سيلعبها جون وميز على لقب الاتحاد، فاز جون موريسون وحدد مباراة وهي من نوع (falls count any where) في الاسبوع الذي بعده لعبت المباراة وكانت مباراة رائعة جدا شهدت مهارة وشجاعة ومقاومة من قبل جون موريسون وتصميم بالفوز من قبل ميز وموريسون، بدأت المباراة وقام الأثنان بضرب بعضهما البعض بقوة، أستغل موريسون حالة رايلي وضربه حتى اغمى عليه ونقلوه إلى خارج الملعب.ولكن المباراة انتهت بفوز ميز أحتفاظه بـحـزامه.
- في أحد ليالي الراو قرر مدير عرض الراو المجهول إقامة مباريات لكل فرد من أعضاء النكسس وكان من بينها مباراة لموريسون ضد مايكل ميجيلكتي فاز بها موريسون وأثناء احتفال موريسون أتى سي ام بونك من الخلف ورش على وجه جون موريسون مزيل عرق سبب صعوبة تنفس لدى موريسون
- في الاسبوع الذي بعده لعب موريسون مباراة مع ار تورث ضد مايكل مجيليكيتي ودافيد اوتنغا انتهت سريعا بفوز موريسون وتروث بعد المباراة تدخل مايسون ريان ولكن تصدى له الاثنان وضربوه واخرجوه خارج الحلبة هو وبقية افراد عصابته.
- كان جون موريسون مدربا للمصارع الناشئ ايلي كوتونوود في عرض ان اكس تي الموسم الثاني

.
معلومات عن موريسون:
- الضربة القاضية:(Starship Pain)
- أغنية الدخول إلى الحلبة Aint No Make Believe :

.
1. ↑  Andrew M. "ECW TV report with one of the worst matches in history". Wrestling Observer/Figure Four Online. مؤرشف من الأصل في 2020-04-27. اطلع عليه بتاريخ 2009-07-15.
2. ↑  Kreikenbohm، Philip. "QPW Souq Waqif Title Tournament « Tournaments Database « CAGEMATCH - The Internet Wrestling Database". www.cagematch.net. مؤرشف من الأصل في 2016-04-28.
3. ↑  "6/21 FWE iPPV Results: Corona, New York (RVD, Striker) – Wrestleview.com". wrestleview.com. نسخة محفوظة 21 ديسمبر 2017 على موقع واي باك مشين.
4. 1 2  John Hennigan - Wikipedia, the free encyclopedia [الإنجليزية]

## القابه المستعارة
- # "The Monday / Tuesday / Friday Night Delight"
- "The New Face of Extreme"
- JOMO
- The Shaman Of Sexy

## القاب جون موريسون
- بطل الاي سي دبليو(مرة واحدة)
- بطل العالم للفرق (مرة واحدة) مع ذا ميز
- بطل القارات (3 مرات)
- بطل الدبليو دبليو أي للفرق (4 مرات) مع جوي ميركوري3 مرات ذا ميز مرة واحدة

حصل على جوائز سلامى مع ذا ميز عام 2008

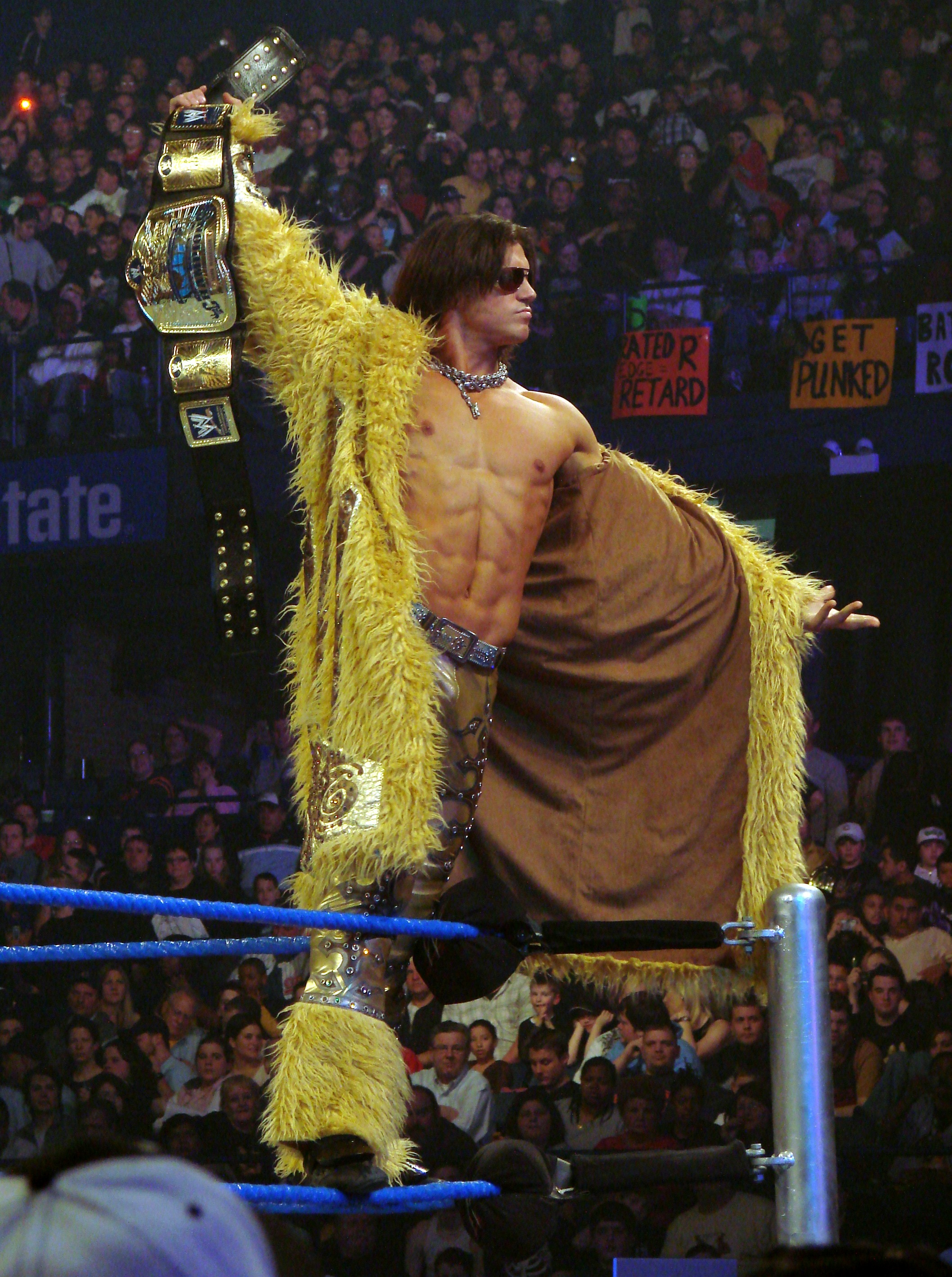
موريسون حاز على بطولة الفرق 4 مرات

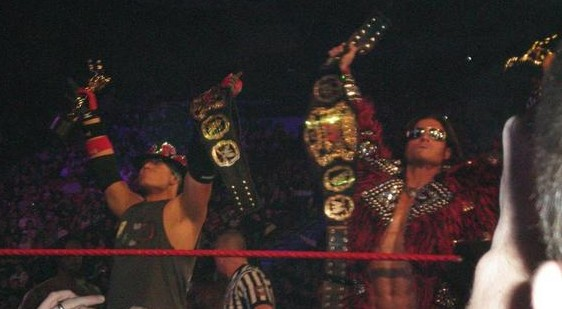
موريسون مع ذا ميز

## وصلات خارجية
- جون موريسون على موقع IMDb (الإنجليزية)
- جون موريسون على موقع إن إن دي بي (الإنجليزية)
- جون موريسون على موقع قاعدة بيانات الفيلم (الإنجليزية)
- جون موريسون على موقع دبليو دبليو إي (الإنجليزية)
- جون موريسون على موقع CageMatch worker (الإنجليزية)
- جون موريسون على موقع قاعدة بيانات المصارعة على الإنترنت (الإنجليزية)
- جون موريسون على موقع عالم المصارعة على الإنترنت (الإنجليزية)
- جون موريسون على موقع عالم المصارعة على الإنترنت (الإنجليزية)